# Xosé Antonio Perozo
Xosé A. Perozo (José Antonio Perozo Ruiz, 28 de octubre de 1951, Llerena, Extremadura) es un periodista, editor y escritor en lengua gallega y lengua castellana. Reside en Galicia desde los años setenta. Ha trabajado en diferentes medios de comunicación y fue director del Área de Cultura de la Televisión de Galicia, donde dirigió y presentó programas como Visións (1987), A noite das badaladas (1988) y As de ouros (1989). Director de la editorial Ir Indo y director de la Enciclopedia Galega Universal, tiene publicados más de un centenar libros que abarcan desde obras de teatro, novelas, poesía, cuentos infantiles, libros de divulgación etc.. Ha dirigido Versátil Servizos Editoriais y La Granada Cultura, cuyo principal sello editorial era Auga Editora. 

## Trayectoria

### Literaria y cultural
Xosé A. Perozo se ha distinguido por su activismo cultural desde muy joven. Desde su llegada a Galicia se integró en los movimientos a favor de la cultura gallega y su idioma.  
Formó parte del equipo que puso en marcha en 1978 los Premios da Crítica de Galicia, en el Círculo Ourensán-Vigués, junto a Víctor Freixanes, Malós Cabrera, Vítor Vaqueiro, Blanca Lorenzo, Bieito Ledo, Anxo Tarrío, María Xosé Porteiro, Miguel Murado o Marta Alfageme, entre otros.
Entre 1979 y 1980 participó en la creación de dos discos LPs producidos por el cantautor Suso Vaamonde Contos galegos para nenos, Volume I e II. Así mismo, dirigió a las actrices y actores del Grupo Artello de teatro que dieron forma a las primeras grabaciones de cuentos infantiles gallegos y en gallego.
Como escritor estrenó obras de teatro y publicó más de cien títulos en editoriales españolas (Editorial Planeta, Editorial Bruño, Ediciones SM, Edelvives, Editorial Everest, Icaria Editorial, Algar Editorial, De la Luna Libros y Cuadernos del Laberinto) y gallegas (Editorial Galaxia, Edicións Xerais de Galicia, Sotelo Blanco Edicións, Ir Indo, Edicións do Tambre, Auga Editora, etc.).
Su trayectoria literaria abarca desde obras para el público infantil y juvenil como para el adulto, en géneros como la narrativa, el teatro, la poesía y la divulgación. 
De 2015 a 2023 ha sido presidente de GÁLIX (Asociación Galega do Libro Infantil e Xuvenil) y desde 2017 al 2021 de OEPLI (Organización Española para el Libro Infantil, sección española do IBBY internacional).

### Periodística
Afincado en Galicia desde los años setenta, Xosé A. Perozo cuenta con una dilatada experiencia en medios de comunicación escrita, radiofónica y audiovisual. Entre otras actividades, dirigió junto a María Xosé Porteiro el programa cultural radiofónico Antes del silencio, desde 1971 al 1976, en las emisoras Radio Juventud y La Voz de Vigo. Juntos propiciaron dos ediciones de premios de poesía en gallego y castellano, formando parte del jurado Álvaro Cunqueiro, Mauro Panizo y los propios Xosé A. Perozo y María Xosé Porteiro. Entre los ganadores destacan figuras como Darío Xohán Cabana e Isaac Otero. Entre finales de los setenta y comienzos de los ochenta creó con María Xosé Porteiro En forma, un programa diario de información cultural para Radiocadena Española.
Xosé A. Perozo fue adjunto al director de Faro de Vigo, donde creó los suplementos dominical Don Domingo, educativo La Pizarra y El Pizarrín y coordinó el suplemento Artes e Letras. Reconvirtió este histórico suplemento de los viernes, con secciones fijas de creación, tanto de poesía como de banda diseñada (Comic). Entre los muchos colaboradores destacan las firmas de Méndez Ferrín, Alberto Avendaño, Xavier Carro, Xosé Cermeño, Margarita Ledo, Miguel Anxo Murado, Camiño Noia, Isaac Otero, Valentín Paz Andrade, Román Raña, Luís Rei Núñez, Antón Reixa, Anxo Tarrío y Fiz Vergara Vilariño. En Artes e Letras se publicaron, además, monográficos coordinados, entre otros por Xesús Alonso Montero, dedicados a Álvaro Cunqueiro, Román María del Valle-Inclán, Alfonso Daniel Rodríguez Castelao, los nacionalismos o sobre el humorismo gallego.
Xosé A. Perozo trabajó como comentarista y articulista de actualidad cultural y política en medios escritos (El Pueblo Gallego, La Voz de Galicia, Galicia Hoxe, Xornal de Galicia, El Correo Gallego, La Región, El Progreso, Atlántico Diario, Diario de Pontevedra, El País) y audiovisuales (TVG, La Voz de Vigo, Radio Galega, Cadena SER).
En el mundo de los medios audiovisuales destacó su labor como director del área de cultura de la TVG, donde dirigió y presentó el programa Visións (1987), A noite das badaladas (1988) y Ás de ouros (1989) Creó y dirigió el concurso O xogo da Reoca.  En la Radio Galega dirigió y presentó los magacines nocturnos Antes do silencio, Para Elisa y Tápame-tápame. También ejerció como director general adjunto de CTV – Galaxia y director general de Yurital News.
Xosé A. Perozo dirigió gabinetes de comunicación política durante más de cuarenta años, siendo asesor y director de comunicación de la Alcaldía de Santiago de Compostela desde 1992 a 1997 y desde 2002 a 2011. Entre sus actividades más destacadas se encuentra el diseño y la dirección de la promoción de Compostela 93, la gestión comunicativa del Grupo de Ciudades Patrimonio de la Humanidad de España, de Compostela Cidade Europea da Cultura del 2000 y de LITVI (Encuentro Internacional de Literaturas de Viajes).

### Editorial
En 1998 comenzó su andadura en el mundo editorial en Ir Indo, encargándose de la dirección literaria y también de la planificación y dirección de su obra más destacada, la Enciclopedia Galega Universal. Desde 1998 a 2002 dirigió el proyecto, la redacción y la edición de los diez primeros tomos de la misma, situándola como la enciclopedia de referencia en la cultura gallega, que cuenta con más de 200.000 entradas y 30.000 ilustraciones. La Enciclopedia Galega Universal recibió el Premio da Crítica de Galicia en 2001.
En 2008 creó junto a la traductora Mercedes Pacheco Vázquez la editorial Auga Editora, concebida para editar tanto en gallego como en castellano. Las temáticas vehiculares de la editorial fueron la defensa del medio ambiente, la igualdad, la diversión y la educación infantil y juvenil, entre otras.

## Obras publicadas

### Poesía
- Transversos de amor y desamor, 2019, Cuadernos del Laberinto.
- Traigo los zapatos manchado de tiempo, 2022, Cuadernos del Laberinto

### Literatura infanto-juvenil
- O vampiro que perdeu os caveiros, 2022, Galaxia Editora
- O libro das avoas, 2021, Galaxia Editora
- Miguel, una cabrita y un sueño, 2017, Auga Editora.
- Onde vai Carlos? 2017, Auga Editora.
- Telma, Leire e os coellos sabios, 2017, Auga Editora.
- Telma, Leire y los conejos sabios, 2016, Auga Editora.
- El enigma de Omblívicus, 2007, Algar Editorial.
- Atrapados en Riparia, 2006, Algar Editorial.
- Noite de Reis en Kalpankalá, 2006, Everest Galicia.
- O invento de don Cazapalabras, 2006, Everest Galicia.
- Unha mensaxe para Sara, 2006, Sotelo Blanco Edicións.
- Caderno de Riparia, 2004, Edicións Xerais de Galicia.
- O vento de Antón, 2004, Edicións Xerais de Galicia.
- Vanesa non quere ser princesa, 2004, Sotelo Blanco Edicións. Editado también en 2017, Auga Editora.
- A ratiña presumida, 2001, Ir Indo Edicións.
- Nada no país dos números, 2001, Ir Indo Edicións.
- Os ladróns das tixolas, 2001, Ir Indo Edicións.
- Papá Ogro, 1999, Ir Indo Edicións.
- Camiño de fantasía hacia la muerte, 1998, Sotelo Blanco Edicións.
- Claudina volveu, 1998, Ediciones Obradoiro.
- Aquellos días malditos, 1997, Ediciones SM.
- Cuentos mágicos, 1997, Editorial Bruño.
- Contos máxicos, 1995, Editorial Bruño.
- Don ogro el papel que come niños, 1993, Sotelo Blanco Edicións.
- Gato e Rato: unha tarde de teatro, 1993, Ediciones Obradoiro.
- A incrible historia de Claudina, 1992, Editorial Luis Vives, Edelvives.
- O enigma de Embívicus, 1992, Sotelo Blanco Edicións.
- O parrulo 1992, Ir Indo Edicións.
- O segredo de Cibrán e outros contos, 1988, Edicións Xerais de Galicia.
- La ciudad de cristal, 1987, Ediciones Júcar.
- O senso da nariz, 1987, Editorial Galaxia.
- Os ladróns das tixolas, 1986, Editorial Galaxia.
- Ratón que te pilla el gato, 1986, Ediciones Júcar.

### Narrativa
- Rumores de Compostela, 2018, Auga Editora y Consorcio de Santiago de Compostela.
- Espérame, 2006, Edicións Xerais de Galicia.
- 5 de agosto de 1936, 2005, De la Luna Libros.
- La tragedia de Puerto Hurraco, 2004, Editorial Planeta.
- Rosas para Gabriela, 2003, De la Luna Libros.
- Martázul, 2002, Ir Indo Edicións. Premio Blanco Amor de Novela Longa, 2001.
- El rey republicano. Cuento infantil para adultos, 1995, Tórculo Ediciones.
- Coral de lirios morenos, 1994, Pentalfa.
- Misterios gozosos, 1991, Icaria.
- Segunda convocatoria, 1994, Tórculo. Editado también en 2004 por Edicións Xerais de Galicia y en 2012 por Auga Editora.
- Bailables, 1993, Edicións do Cumio.
- Puerto Hurraco, La furia del carnero, 1993, Editorial Ronsel.
- Historia famosa que fue del parto caprino, 1984, Edición 69.

### Teatro
- Tal vez, Francisco de Zurbarán, 1998, Editora Regional de Extremadura.
- El vendedor, 1972, Grupo Esperpento.

### Obras colectivas
- Mazurca para Camilo José Cela, 2016, con Paco López Barxas, Auga Editora.
- Contos de vermes, ratos, libros, princesas e parrulo, 2006, Junta de Galicia. (Relato Foedus, o parruliño que sempre foi feo).
- Narradio: 56 historias no ar, 2003, Edicións Xerais de Galicia.
- Santiago de Compostela, Ciudad Patrimonio de la Humanidad de España, 1997, con Fernándo Ónega en Artec Impresiones.
- Voces en Compostela, 1993, Consorcio de Santiago de Compostela.
- Celso Emilio Ferreiro compañeiro do vento e das estrelas, con María Xosé Porteiro, 1982, Ediciones Akal.
- Quen é quen no primeiro Parlamento Galego, 1981, con María Xosé Porteiro, Edicións Xerais de Galicia.

## Distinciones
- Premio Blanco Amor de Novela Longa 2001 por Martázul.
- Premio de Novelas por Entregas de La Voz de Galicia 2003 por Caderno de Riparia.